# Johann Heinrich Dreyer

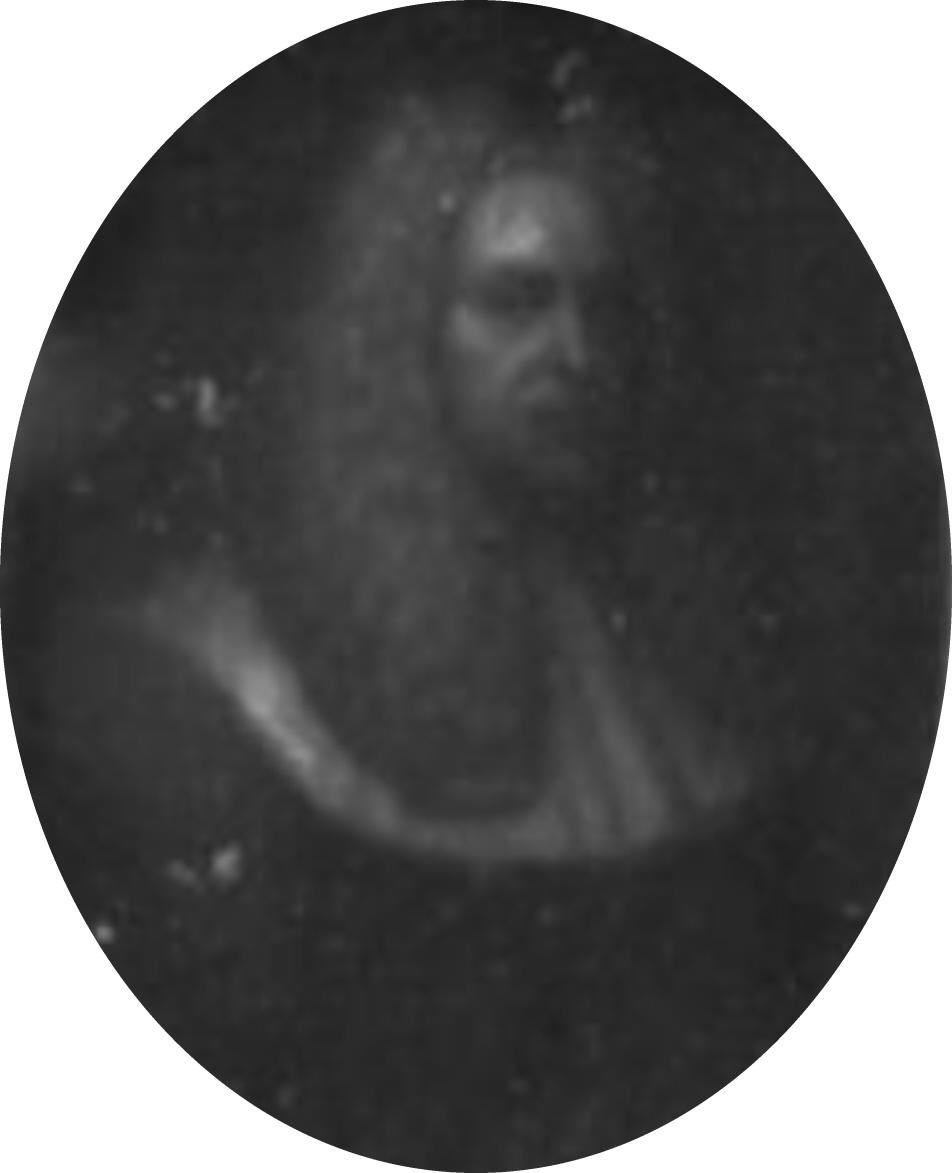
Johann Heinrich Dreyer (Porträt des 1942 vernichteten Epitaphs)

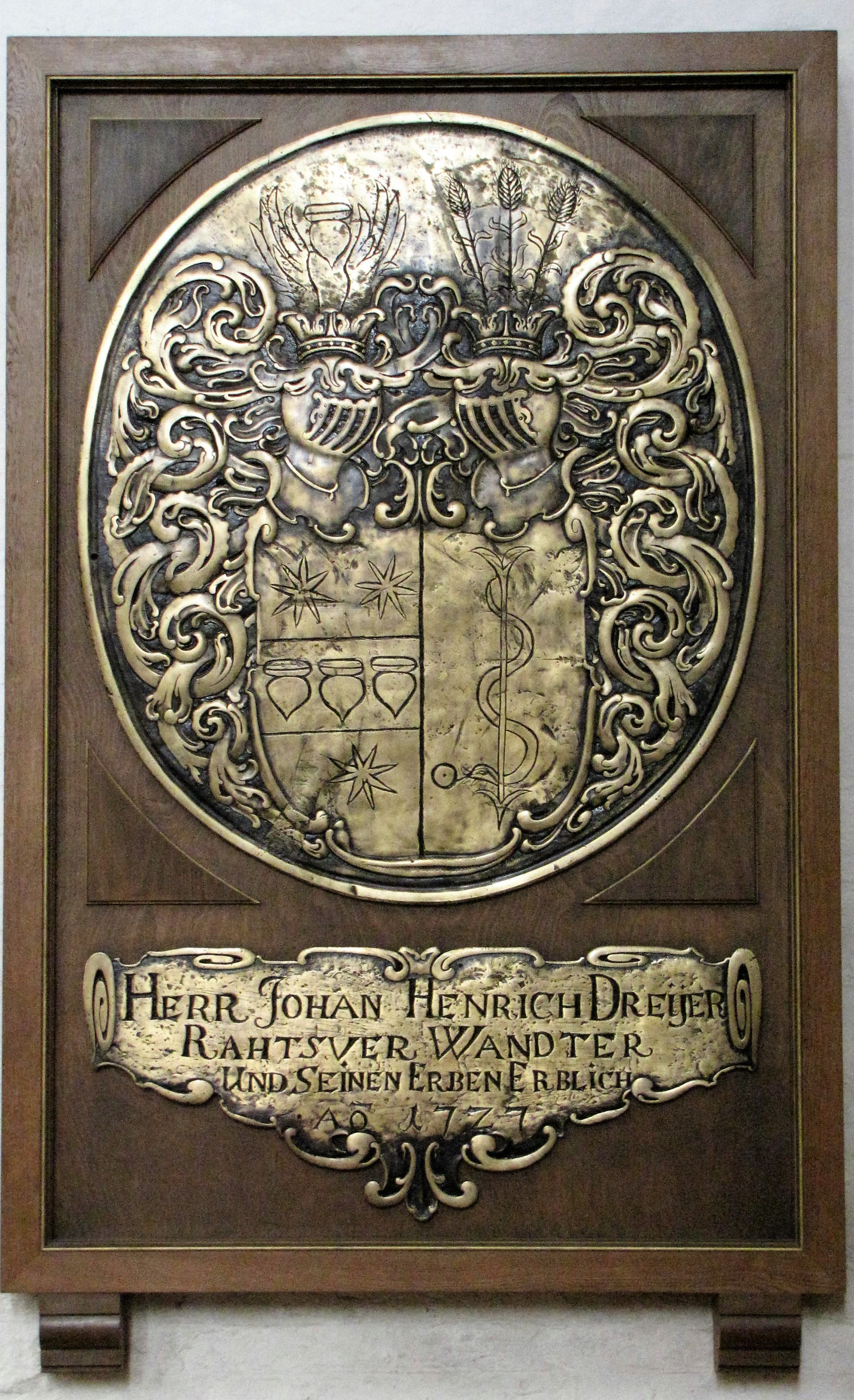
Reste der Grabplatte (2013)

Johann Heinrich Dreyer (* 1670 in Lemgo; † 9. Januar 1737 in Lübeck) war ein deutscher Kaufmann und Bürgermeister der Hansestadt Lübeck.

## Leben
Dreyer war Kaufmannssohn aus Lemgo und machte seine kaufmännische Lehrzeit in Lübeck, von wo aus er im Auftrage seines Prinzipals Dänemark und Schweden bereiste. 1697 wurde er Bürger der Hansestadt Lübeck und gründete sein eigenes Handelsgeschäft. Er wurde Mitglied der Lübecker Schonenfahrer und 1722 aus deren Reihen zum Ratsherrn der Stadt erwählt. Im Jahre 1732 wurde er im Rat zum Bürgermeister und Kämmereiherren bestimmt. Nach seinem Tode 1737 erhielt er in der Petrikirche ein Epitaph gesetzt, das beim Luftangriff auf Lübeck im Jahr 1942 mit verbrannte. Die Messingeinlagen seiner Grabplatte, einer Zweitverwendung der Grabplatte mit Einlagen für Jürgen Pavels in der Marienkirche sind erhalten und heute im südlichen Seitenschiff aufgehängt.
Sein Sohn, der Jurist Joachim Hinrich Dreyer wurde 1735 Ratssekretär in Lübeck. Der spätere Lübecker Bürgermeister Franz Bernhard Rodde (Politiker, 1721) war sein Schwiegersohn.